# Banū Qainuqāʿ
Die Banū Qainuqāʿ (arabisch بنو قينقاع) waren, neben den Banu Nadir und Banu Quraiza, einer der drei großen jüdischen Stämme in Yathrib, wie Medina in vor-islamischer Zeit hieß. Sie waren der erste Stamm in Yathrib, mit dem Mohammed in eine militärische Auseinandersetzung geriet. Hinsichtlich ihrer Abstammung gibt es einige Zweifel, ob sie von idumäischer oder judäischer Herkunft seien. Sie selbst führten ihre Abstammung auf den israelitischen Patricharchen Kainuka zurück. Sie waren, anders als die anderen beiden jüdischen Stämme, mit dem arabischen Stamm der Chazradsch und nicht mit den Aus verbündet. Die Banu Qainuqa lebten um den Marktplatz, im südwestlichen Teil von Medina und besaßen dort zwei Festungen. Ihre wirtschaftliche Grundlage stellte der Handel dar, insbesondere betrieben sie das Goldschmiede, Hufschmiede und Waffenschmiedehandwerk. Im Gegensatz zu den Nadir und den Quraiza, die außerhalb der Stadtmauern lebten, betrieben die Qainuqa keine Landwirtschaft.
Die Angehörigen der Qainuqa zeigten ihre Feindschaft zu den Muslimen am offensten und stärksten, so erinnerten sie beispielsweise die nun verbündeten Stämme der Chazradsch und der Aus an Kriege und Konflikte aus vorislamischer Zeit, drückten sich vor finanziellen Verpflichtungen gegenüber den Muslimen, verspotteten sie, belästigten die Besucher ihrer Basare und spielten ihre militärischen Leistungen gegen die Quraisch in der Schlacht von Badr herunter. Der Höhepunkt dieser Provokationen ereignete sich im April 624, als eine muslimische Frau von einem Goldschmied der Qainuqa bedrängt wurde, ihren Gesichtsschleier zu entfernen. Da sie dem nicht nachkam, befestigte er heimlich den unteren Teil ihres Gewandes mit einer Nadel an ihrem Rücken, während sie sich niederkniete. Als sie aufstand, wurde dadurch ihre Intimzone öffentlich entblößt und sie wurde von den Anwesenden ausgelacht.
Ein muslimischer Mann, der das Ganze beobachtet hatte, tötete den verantwortlichen Goldschmied auf der Stelle, wurde jedoch im Gegenzug von den anwesenden Juden aus Rache ebenfalls umgebracht. Die Familie des ermordeten Muslim wandte sich um Hilfe bittend an den Propheten. Daraufhin brach der Krieg zwischen den Muslimen und den Banu Qainuqa aus, und die Armee des Propheten Mohammeds belagerte daraufhin die Festungen der Qainuqa. Nach 15 Tagen Belagerung mussten die etwa 700 Kämpfer der Qainuqa bedingungslos kapitulieren und wurden in Fesseln gelegt. Ihr Leben blieb verschont, sie mussten lediglich Medina verlassen und Teile ihres Besitzes zurücklassen. Ihnen wurden drei Tage Zeit gewährt, um ihre Schulden einzutreiben. Sie gingen zunächst nach Wadi al-Qura, wo bereits eine jüdische Gemeinschaft bestand, und von dort aus weiter nach Darʿā in Syrien.
Einige unter ihnen wurden prominente Konvertiten des Islam, wie zum Beispiel Abdallah ibn Salām.

## Belege
1. ↑  Vgl. O’Leary, De Lacy: Arabia Before Muhammad, Kegan Paul, Trench, Trubner & Co.; Ltd.: London 1927, S. 173–174.